# Ернст Козліцек
Ернст Козліцек (нім. Ernst Kozlicek, 27 січня 1931 — 16 серпня 2023) — австрійський футболіст, захисник.

## Клубна кар'єра
У дорослому футболі дебютував 1950 року виступами за команду клубу «Ваккер» (Відень), в якій провів дев'ять сезонів, взявши участь у 176 матчі чемпіонату.
Згодом з 1959 по 1964 рік грав у складі команд клубів ЛАСК (Лінц) та «Швехатер».
Завершив професійну ігрову кар'єру у клубі «Штурм» (Грац), за команду якого виступав протягом 1964–1965 років.

## Виступи за збірну
1954 року дебютував в офіційних матчах у складі національної збірної Австрії. Протягом кар'єри у національній команді, яка тривала 5 років, провів у формі головної команди країни лише 12 матчів, забивши 2 голи.
У складі збірної був учасником чемпіонату світу 1958 року у Швеції.